# Palača velikega mojstra
Palača velikega mojstra (Grandmaster's Palace, malteško Il-Palazz tal-Granmastru), uradno znana kot Palača (The Palace, malteško Il-Palazz), je palača v Valletti na Malti. Zgrajena je bila med 16. in 18. stoletjem kot palača velikega mojstra reda svetega Janeza, ki je vladal na Malti, in je bila znana tudi kot Vladna palača (Magisterial Palace, malteško Palazz Maġisterjali). Sčasoma je postala Guvernerjeva palača (Governor's Palace, malteško Palazz tal-Gvernatur), zdaj ima v njej sedež predsednik Malte. Deli stavbe, sobe Državne palače in Palače orožja, so odprti za javnost kot muzej, ki ga upravlja Heritage Malta.

## Lokacija
Palača velikega mojstra je v mestnem jedru v središču Vallette in je največja palača v mestu. Njena fasada  je nasproti stavbe Main Guard (Glavna straža) na Trgu svetega Jurija (St. George's Square, malteško Misraħ San Ġorġ) ob Republiški ulici (Republic Street, malteško Triq ir-Repubblika). Meji na Nadškofijsko ulico ( Archbishop Street, malteško Triq l-Arċisqof), Staro gledališko ulico (Old Theatre Street, malteško Triq it-Teatru l-Antik) in Trgovsko ulico (Merchants Street, malteško Triq il-Merkanti).

## Zgodovina

### Vladavina ivanovcev
Ko je red svetega Janeza ustanovil novo mesto Valletta leta 1566, je bil prvotni namen zgraditi palačo velikega mojstra na visokem južnem delu mesta (na kraju ali blizu kraja, ki ga je pozneje zasedla Kastiljska hiša (Auberge de Castille )). Današnja Južna ulica (South Street, malteško Triq in-Nofsinhar) je bila prvotno Ulica ob palači  (Strada del Palazzo), ker naj bi bila tam zgrajena palača. 
Palačo je prvotno sestavljalo več zgradb, med njimi hiša viteza Eustachia del Monteja, ki je bila zgrajena leta 1569, in hiša italijanske skupnosti (Langue of Italy), ki je bila zgrajena okrog leta 1571.  Stavbi sta bili zgrajeni po načrtih malteškega arhitekta Girolama Cassarja. 
Leta 1571 je veliki mojster Pierre de Monte preselil sedež uprave v Valletto in živel v hiši Eustachia del Monteja, ki je bil njegov nečak. Svet reda je kasneje hišo kupil, leta 1574 pa se je začela širitev v palačo za velikega mojstra. V tem času je del Monte umrl in mu je uspelo za naslednika določiti velikega mojstra Jeana de la Cassièrja.  Italijanska skupnost se je leta 1579 preselila v novo hišo, ki je bila prvotno zgrajena kot palača. Palača velikega mojstra je bila zgrajena v manierističnem slogu Girolama Cassarja.
Palača je bila spremenjena in okrašena, ko so vladali naslednji veliki mojstri, ki so zgradbi dali baročne značilnosti. Stropi glavnih hodnikov so bili okrašeni s freskami Nicolaa Nasonija leta 1724, ko je vladal António Manoel de Vilhena. V 1740-ih je veliki mojster Manuel Pinto da Fonseca zelo  spremenil zgradbo in ji dal današnjo podobo. Okrašena je bila fasada, odprt drugi glavni vhod in zgrajen stolp z uro na enem od dvorišč. 
V 1770-ih je popotnik Patrick Brydone zapisal: 
| “ | "Veliki mojster (ki namenja več pozornosti udobju kot veličastnosti) je bolj udobno in prostorno nastanjen kot kateri koli princ v Evropi, le kralj Sardinije je morda izvzet." | ” |

### Francoska zasedba
Med francosko zasedbo Malte je zgradba postala znana kot Palais National. Ime je posledica francoskih idej po revoluciji in delu celotne prenovljene oblasti na Malti. 

### Britanska vladavina in osamosvojitev Malte
Palača velikega mojstra je postala uradna rezidenca guvernerja Malte, ko je Malta leta 1800 postala britanski protektorat, in postala Guvernerjeva palača. V palači je bila leta 1840 nameščena signalna postaja. Deli stavbe, tudi dvorana, v kateri je bila orožarna, so bili med drugo svetovno vojno poškodovani ob letalskem bombardiranju, a je bila škoda popravljena.
Palača je bila sedež malteškega parlamenta od leta 1921 do leta 2015. Parlament se je sestajal v Sobi tapiserij od leta 1921 do 1976, ko se je preselil v nekdanjo orožarno. Predstavniški dom se je 4. maja 2015 preselil iz Palače velikega mojstra v novo zgradbo parlamenta.  Med prvim predsedovanjem Evropski uniji leta 2017 so bile v nekdanji parlamentarni sejni dvorani seje Sveta Evropske unije.
Po osamosvojitvi Malte leta 1964 je stavba postala sedež generalnega guvernerja Malte. Urad predsednika Malte je imel tukaj sedež od leta 1974. Deli kompleksa, to so sobe Državne palače in Palača orožja, so odprti za javnost kot muzej, ki ga upravlja Heritage Malta.
Palača je bila uvrščena na seznam starin leta 1925. Je spomenik, stavba 1. razreda, in je na seznamu kulturnih znamenitosti malteških otokov.

## Arhitektura

### Zunanjost
Glavna fasada je zgrajena v preprostem in strogem manierističnem slogu, značilnem za arhitekta Cassarja.  Zaradi velikih sprememb v stoletjih je nesimetrična in ima na vogalih bogato rustiko skupaj z neprekinjenim vencem na nivoju strehe. Glavna vhoda sta dva, vsak ima obokana vrata, obdana sta z okrašenim portalom, ki podpira odprt balkon. Dolg, zaprt, lesen balkon zavija okoli vogala glavne fasade. Oba portala in balkone so zgradbi dodali v 18. stoletju.
Stranska fasada na stari Gledališki ulici ima še en glavni vhod, ki vodi do enega od dvorišč.
Zunanjost stavbe je bila prvotno pobarvana v rdečeokrasti barvi, ki jo je red uporabljal za označevanje javnih stavb. 

### Notranjost

#### Državniške sobe
Prestolna soba ( The Throne Room, malteško Is-Sala tat-Tron), prvotno dvorana vrhovnega sveta (malteško Is-Sala tal-Gran Kunsill, italijansko Sala del Maggior Consiglio) je bila zgrajena, ko je vladal veliki mojster Jean de la Cassière. Uporabljali so jo zaporedni veliki mojstri, ko so gostili veleposlanike in visoke dostojanstvenike. Med britansko upravo je postala znana kot Dvorana svetega Mihaela in svetega Jurija po redu obeh svetnikov, ki je bil ustanovljen leta 1818 na Malti in Jonskih otokih.  Zdaj jo uporablja predsednik Malte pri opravljanju svojih nalog.
Ciklus stenskih slik, ki krasi zgornji del dvorane, je delo Mattea Pereza d'Aleccia. Prikazujejo različne epizode velikega obleganja Malte. Giuseppe Calì je naslikal grb velikega mojstra Jeana de Valetta na steni za glasbeno galerijo.
Leta 1818 so Britanci preoblikovali to dvorano tako, da so v celoti prekrili stene z neoklasicističnimi arhitekturnimi značilnostmi, ki jih je oblikoval podpolkovnik George Whitmore. Odstranjene so bile v začetku 20. stoletja. Glasbena galerija je bila verjetno premaknjena v to dvorano iz palačne kapele. Posebno zanimivi so izvirni kasetirani strop in lestenci iz poznega 18. stoletja.
Druge državne sobe so soba tapiserij (malteško Is-Sala tal-Arazzi), državna jedilnica (malteško Is-Sala tal-Pranzu), dvorana veleposlanika (malteško Is-Sala tal-Ambaxxaturi) in čakalnica za služinčad (malteško Is-Sala tal-Paġġi). 

#### Orožarna
Velika dvorana v zadnjem delu palače se je od leta 1604 naprej uporabljala kot orožarna. Zbirka orožja je eden "najdragocenejših zgodovinskih spomenikov evropske kulture", kljub temu da se je ohranil samo del prvotne zbirke. Veliko je oklepov, topov, strelnega orožja, mečev in drugega orožja, tudi oklepi nekaterih velikih mojstrov, kot je Alof de Wignacourt, osmansko orožje, zaseženo med velikim obleganjem Malte leta 1565. 
V prvotni dvorani se je v letih 1975 in 1976 sestajal malteški parlament, zbirka orožja pa se je preselila v dva nekdanja hleva palače v pritličju, kjer je še danes. Orožarna je od leta 1860 odprta za javnost kot muzej. 

### Dvorišča
Palača je zgrajena okrog dveh dvorišč, ki sta zdaj znani kot Neptunovo in princa Alfreda.
Leta 1712 je Romano Carapecchia zasnoval vodnjak Perellos, ki je prvotno prevladoval nad dvoriščem pod ložami , vendar se od britanskega obdobja skriva pred glavnim pogledom za kipom Neptuna in vrtom v sredini.  Kip je bil narejen za okrasitev dvorišča na ukaz britanskega guvernerja Johna Gasparda Le Marchanta med letoma 1858 in 1864.
Nekateri ščiti z grbi velikih mojstrov reda so na steni enega od hodnikov Neptunovega dvorišča. Prej so krasili nekatere zgradbe reda, vendar so jih odstranili v 19. stoletju. Leta 1897 jih je prevzel guverner sir Arthur Lyon Fremantle in so bili pritrjeni na dvorišče "za njihovo boljšo ohranitev", kar kaže marmorna plošča pod grbi. 
Na dvorišču princa Alfreda je stolpna ura z več številčnicami. Zasnoval jo je Gaetano Vella in je bila slovesno odkrita 11. junija 1745. Leta 1894 jo je spremenil Michelangelo Sapiano. Po lokalni tradiciji je ura veliko starejša, ker naj bi bila prinesena z Rodosa, ko je leta 1530 red prišel na Malto.

## Zgodbe o duhovih
Palača je domnevno leglo številnih duhov. Angleška dama, ki je živela v njej, ko je bila rezidenca britanskega guvernerja, je slišala zvoke mačk in psov, ki so se borili v eni od sob, vendar ni videla ničesar, ko je vstopila vanjo. Nekoč se je duh prikazal v obliki velike mačke, ki je skočila skozi okno, preden je izginila. Druga ženska je domnevno občutila prisotnost duha med spanjem v palači. 